# Verwaltungsgliederung Perus

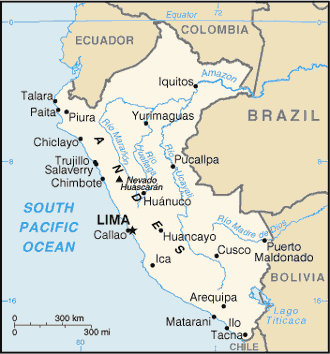
Peru

Die Republik Peru ist laut ihrer Verfassung ein dezentralisierter Einheitsstaat, der in 24 Departamentos bzw. Regionen (span. regiones) gegliedert ist. Diese unterteilen sich in 195 Provinzen (span. provincias) und weiter in 1874 Distrikte (span. distritos) (Stand: 2020).
Die Hauptstadt Lima gehört keiner Region an; dasselbe gilt für Callao, das zudem den Sonderstatus einer Provincia Constitucional (konstitutionellen Provinz) besitzt.

## Geschichte
Nach der Unabhängigkeit Perus wurden die spanischen Intendanzen (span. Intendencias) in den Jahren 1822 bis 1824 schrittweise in Departamentos umgewandelt. Die ersten sieben Departamentos waren: Arequipa, Ayacucho (damals Huamanga), Cuzco, Junín (ursprünglich Tarma), La Libertad, Lima und Puno. Diese gliederten sich in 56 Provinzen und etwa 439 Distrikte.
In den folgenden Jahrzehnten entstanden durch Abspaltungen und Neugliederungen weitere Departamentos. Das letzte war Ucayali, das 1980 aus dem Departamento Loreto herausgelöst wurde und damit das 24. Departamento bildete.
Bereits im Jahr 1857 erhielt die Hafenstadt Callao den Sonderstatus einer Provincia Constitucional (konstitutionellen Provinz) und wurde damit vom Departamento Lima ausgegliedert. Dieser Sonderstatus blieb auch in der späteren Regionalstruktur bestehen.
In den Jahren 1987/88 leitete die Regierung unter Präsident Alan García Pérez eine erste Regionalisierungsphase ein. Die 24 Departamentos wurden zu zwölf Regionen zusammengefasst. Die Umsetzung erfolgte jedoch überhastet, mit organisatorischen Mängeln und unklaren Zuständigkeiten. Die neu geschaffenen Regionen bestanden zunächst nur auf dem Papier – konkrete Aufgaben, Zuständigkeiten oder Strukturen auf regionaler Ebene wurden kaum entwickelt.
Angesichts der schwierigen politischen und wirtschaftlichen Lage Anfang der 1990er Jahre (Terrorismus, wirtschaftliche Instabilität, Auflösung des Kongresses 1992) ließ die Regierung von Alberto Fujimori ab 1992 vorübergehend sogenannte CTAR (Consejos Transitorios de Administración Regional – Übergangsräte für regionale Verwaltung) einsetzen. Diese unterstanden der Zentralregierung und übernahmen übergangsweise die Verwaltung auf regionaler Ebene. Auch sie verfügten jedoch über keine eigenständigen regionalen Kompetenzen.
Mit dem Amtsantritt von Alejandro Toledo Manrique nach den Wahlen von 2001 erhielt die Regionalisierung neuen Auftrieb. Am 6. März 2002 wurde durch das Gesetz Nr. 27680 die Verfassung geändert: Die Dezentralisierung wurde als verfassungsrelevant und permanente Staatspolitik verankert, und die Gliederung des Landes in Regionen, Provinzen und Distrikte ausdrücklich hervorgehoben.
Am 17. Juli 2002 folgte das Gesetz Nr. 27783 („Grundlagen der Dezentralisierung“), das die Struktur, Organisation und Zuständigkeiten der Regional- und Kommunalverwaltungen regelt – unter anderem in den Bereichen Verwaltung, Wirtschaft, Finanzen und Steuern.
Die Region Lima stellt einen Sonderfall dar: Die Hauptstadt Lima oder auch Provinz Lima (Lima Metropolitana) wurde durch das Gesetz faktisch aus der Region Lima ausgegliedert. Ihre Aufgaben auf regionaler Ebene werden seither direkt von der Stadtverwaltung unter dem Provinzbürgermeister wahrgenommen. Die Region Lima (ohne Lima Stadt) hat seitdem ihren Regierungssitz in Huacho.
Auch die Provinz Callao besitzt eine Sonderstellung: Sie hat weiterhin den Status einer Provincia Constitucional (konstitutionellen Provinz) und gehört keiner Region an, wird jedoch funktional wie eine eigene Region behandelt. Sie verfügt sowohl über eine Regionalregierung als auch über eine Provinzregierung unter dem Provinzbürgermeister – beide sind für dasselbe Gebiet zuständig.
Nach Volksabstimmungen im Jahr 2005 wurden alle Konsultationen zur Zusammenlegung benachbarter Regionen abgelehnt. Seitdem bestehen die 24 Regionen territorial identisch mit den 24 früheren Departamentos fort. In der Alltagssprache und in Schulbüchern wird jedoch oft noch der Begriff Departamento verwendet.
Am 18. November 2002 trat zudem das Gesetz Nr. 27867 in Kraft, das die Aufgaben, Zuständigkeiten und Strukturen der Regionalregierungen im Detail festlegt.

## Übersichtstabelle
Die Einwohnerzahlen beziehen sich auf die Fortschreibung der Ergebnisse der Volkszählung 2017 (Stand: 30. Juni 2020).

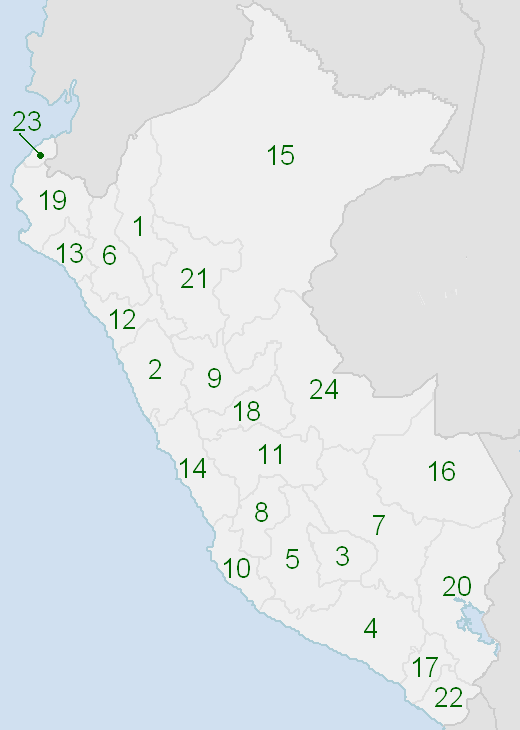
Departamentos in Peru

| Verwaltungsgliederung von Peru | Verwaltungsgliederung von Peru | Verwaltungsgliederung von Peru | Verwaltungsgliederung von Peru | Verwaltungsgliederung von Peru |
| Nr.                            | Region                         | Fläche in km²                  | Einwohner                      | Hauptstadt                     |
| ------------------------------ | ------------------------------ | ------------------------------ | ------------------------------ | ------------------------------ |
| 1.                             | Amazonas                       | 39.249,13                      | 426.806                        | Chachapoyas                    |
| 2.                             | Ancash                         | 35.914,81                      | 1.180.638                      | Huaraz                         |
| 3.                             | Apurímac                       | 20.895,79                      | 430.736                        | Abancay                        |
| 4.                             | Arequipa                       | 63.345,39                      | 1.497.438                      | Arequipa                       |
| 5.                             | Ayacucho                       | 43.814,80                      | 668.213                        | Ayacucho                       |
| 6.                             | Cajamarca                      | 33.317,54                      | 1.453.711                      | Cajamarca                      |
| 7.                             | Cusco                          | 71.986,50                      | 1.357.075                      | Cusco                          |
| 8.                             | Huancavelica                   | 22.131,47                      | 365.317                        | Huancavelica                   |
| 9.                             | Huánuco                        | 36.848,85                      | 760.267                        | Huánuco                        |
| 10.                            | Ica                            | 21.327,83                      | 975.182                        | Ica                            |
| 11.                            | Junín                          | 44.197,23                      | 1.361.467                      | Huancayo                       |
| 12.                            | La Libertad                    | 25.499,90                      | 2.016.771                      | Trujillo                       |
| 13.                            | Lambayeque                     | 14.231,30                      | 1.310.785                      | Chiclayo                       |
| 14.                            | Region Lima                    | 32.129,31                      | 910.431                        | Huacho                         |
| 15.                            | Loreto                         | 368.851,95                     | 1.027.559                      | Iquitos                        |
| 16.                            | Madre de Dios                  | 85.300,54                      | 173.811                        | Puerto Maldonado               |
| 17.                            | Moquegua                       | 15.733,97                      | 192.740                        | Moquegua                       |
| 18.                            | Pasco                          | 25.319,59                      | 271.904                        | Cerro de Pasco                 |
| 19.                            | Piura                          | 35.892,49                      | 2.047.954                      | Piura                          |
| 20.                            | Puno                           | 71.999,00                      | 1.237.997                      | Puno                           |
| 21.                            | San Martín                     | 51.253,31                      | 899.648                        | Moyobamba                      |
| 22.                            | Tacna                          | 16.075,89                      | 370.974                        | Tacna                          |
| 23.                            | Tumbes                         | 4.669,20                       | 251.521                        | Tumbes                         |
| 24.                            | Ucayali                        | 102.410,55                     | 589.110                        | Pucallpa                       |
|                                | Callao                         | 146,98                         | 1.129.854                      | Callao                         |
|                                | Lima                           | 2.672,28                       | 9.718.039                      | Lima                           |
|                                | Peru                           | 1.285.197,60                   | 32.625.948                     | Lima                           |

## Judikative
Die Gerichtsbarkeit Perus organisiert ihre Tätigkeit durch Gerichtsbezirke (Distritos Judiciales). Insgesamt gibt es in ganz Peru 28 Gerichtsbezirke. Im Gegensatz zur administrativen Aufteilung in Departamentos, wo es um die Identität und historische Wurzeln in einem bestimmten Territorium geht, ging man bei der Aufteilung des Territoriums in Gerichtsbezirke pragmatischer vor. So wurden in die Planung besonders die Kommunikationswege und die Menge an Prozessen, welche jedes Gericht effizient schaffen kann, einbezogen. Die Rechtsprechung obliegt den örtlichen Gerichten (Juzgados) in einem Gerichtsbezirk. Jeder Gerichtsbezirk untersteht einer Corte Superior (Obergerichtshof), welches hauptsächlich als Appellationsgericht wirkt, dessen Urteile noch per Kassation angefochten werden können. Zur Kassation entscheidet in letzter Instanz die Corte Suprema de la República (Oberster Gerichtshof der Republik) in Lima. Der Präsident der Corte Suprema de la República ist auch gleichzeitig Präsident der landesweiten rechtsprechenden Gewalt.

## Wissenswertes
- In der Geschichte Perus bildeten sich die Departamentos um eine große Stadt, deshalb tragen auch viele der Departamentos den Namen ihrer Hauptstadt.
- Auch wenn die Departamentohauptstädte meist für sich einnehmen, das ökonomische und kulturelle Zentrum der Region zu sein, gibt es notorische Rivalitäten wie z. B. im Departamento Ancash (Chimbote und Huaraz), im Departamento Apurímac (Andahuaylas und Abancay), im Departamento San Martín (Tarapoto und Moyobamba), im Departamento Moquegua (Ilo und Moquegua), im Departamento Amazonas (Chachapoyas und Bagua) und im Departamento Puno (Juliaca und Puno).
- Im 20. Jahrhundert hat die Bevölkerung der Provinzen Lima und Callao stark zugenommen, weshalb beide Städte zusammengewachsen sind. Man redet daher auch oft von einer Metropole Lima-Callao.
- Der Flughafen Lima liegt eigentlich in der Provinz Callao.